# ChAI-9
Die ChAI-9 (russisch ХАИ-9) war ein Flugzeugprojekt am Charkiwer Luftfahrtinstitut. Es wurde 1934 begonnen und sollte die Möglichkeiten für ein schnelles Passagierflugzeug mit noch besseren Flugleistungen als die der ChAI-1 ausloten. Dazu wurde ein Mikulin-AM-34-Triebwerk mit einer Leistung von 552 kW vorgesehen. Die Leermasse sollte 4280 kg, die Startmasse 7700 kg und die Höchstgeschwindigkeit 417 km/h betragen. Es kam jedoch nicht zu einer Ausführung.